# Lancova vas
Lancova vas je  naselje v Občini Videm.

## Opis naselja
Razpotegnjeno obcestno naselje se nahaja v jugovzhodnem delu Dravskega polja, ne levem bregu potoka Polskave, zahodno od glavne ceste, ki povezuje Ptuj in Macelj. K naselju spadata zaselka Mačkinja vas in na severu Novi Marof, po veliki farmi bekonov (prašičev pitancev) pri Dražencih imenovan tudi Farma. V okolici prevladujejo njive, kljub temu pa je pomembna tudi živinoreja.

## Zgodovina
Naselje se v pisnih virih omenja med letoma 1265 in 1267. V bližini je stal dvorec iz 15. stoletja, ki pa je bil porušen že pred I. svetovno vojno.

## Pomembne osebnosti
- Martin Kmetec, minorit, nadškof v Izmirju